# 伊拉什·莫里巴
莫里巴·库鲁马·库鲁马（法語：Moriba Kourouma Kourouma；2003年1月19日—），通称伊拉什·莫里巴（發音：[iˈɫaʃ muˈɾiβə]），是一名幾內亞足球运动员，场上司职中场，现效力於西甲球隊塞爾塔。几内亚国家足球队成員。莫里巴出生在几内亚，虽然他在未成年国际比赛中代表西班牙出场，2021年8月宣布將為幾內亞國家隊出賽。

## 早期生活
莫里巴出生在几内亚首都科纳克里，他的父亲是利比里亚人，他的母亲则是几内亚人。他拥有着西班牙与几内亚双国籍。

## 俱乐部生涯
莫里巴在2010年从同城死敌西班牙人转投巴塞罗那。他被认为是同龄人中最出色的球员，并经常跳级参加比赛。当莫里巴15岁的时候，他在巴塞罗那对皇马U-19的比赛中上演了帽子戏法，由此被人熟知。在他打进的3粒进球之中，最精彩的是他的最后一粒进球，他在下半场开始的时候直接从中圈吊门得分。
2019年1月，莫里巴的合同即将到期，欧洲豪门曼城以及尤文图斯被传有意球员，但莫里巴最终与球队签下了一份创纪录的合同。在他的新合同中，他将获得超过50万欧元的年薪，并包括了1亿欧元的解约金条款。
在之后一个赛季中，莫里巴成为了巴萨预备队的常规主力，并在2020年3月8日巴萨预备队3-2险胜利亚戈斯特拉的比赛中打进了制胜一球。这也是他效力巴萨预备队以来的首粒进球。
在2020–21赛季中，莫里巴在巴塞罗那客场4-0大胜格拉纳达的西甲比赛中首次入选球队大名单，但并没有获得出场机会。莫里巴在2021年1月21日巴塞罗那在加时赛中2-0战胜科尔内利亚的国王杯比赛首发出战，完成了一线队首秀，帮助球队进入了16强。他在第74分钟被塞尔希奥·布斯克茨换下。 2021年2月13日，在巴塞罗那5-1大胜阿拉维斯的比赛中，莫里巴完成了西甲首秀，并为特林康送出了一记助攻。2021年3月6日，莫里巴在巴萨客场2-0击败奥萨苏纳的比赛中打进了他的西甲首球，凭借着这粒进球，他成为了巴萨俱乐部队史第5年轻的西甲进球者。
2022年1月28日，西甲俱乐部瓦伦西亚宣布签下莫里巴，以租借形式效力至赛季结束。 2024年1月8日，由于莫里巴在2023-24赛季上半程未为RB莱比锡出场，他重返西甲，以租借形式加盟赫塔费，效力至赛季结束。 2024年8月7日，莫里巴再次回到西甲，以租借形式加盟塞尔塔维戈，并附带买断选项。

## 国家队生涯
莫里巴目前为西班牙出战国际比赛，但媒体称几内亚与利比里亚都想要转换他的国籍，以将他招揽至本国国家队。莫里巴看起来将会为几内亚国家队出战，但由于COVID-19疫情取消了剩余的赛季，他并没有在2020年6月完成他在成年国际比赛上的首秀。

## 比赛风格
由于莫里巴的身体素质以及创造机会的能力，他经常被与法国足球运动员博格巴与之对比，部分球迷以及媒体甚至将他比作为新博格巴。

## 生涯数据
最後更新：2021年3月6日
| 俱乐部         | 赛季     | 联赛     | 联赛 | 联赛 | 国王杯 | 国王杯 | 欧战 | 欧战 | 其他 | 其他 | 合计 | 合计 |
| 俱乐部         | 赛季     | 联赛等级 | 出场 | 进球 | 出场   | 进球   | 出场 | 进球 | 出场 | 进球 | 出场 | 进球 |
| -------------- | -------- | -------- | ---- | ---- | ------ | ------ | ---- | ---- | ---- | ---- | ---- | ---- |
| 巴塞罗那预备队 | 2019–20  | 西乙B    | 8    | 1    | —      | —      | —    | —    | 3    | 0    | 11   | 1    |
| 巴塞罗那预备队 | 2020–21  | 西乙B    | 10   | 1    | —      | —      | —    | —    | 0    | 0    | 10   | 1    |
| 巴塞罗那预备队 | 合计     | 合计     | 18   | 2    | —      | —      | —    | —    | 3    | 0    | 21   | 2    |
| 巴塞罗那       | 2020–21  | 西甲     | 3    | 1    | 2      | 0      | 0    | 0    | 0    | 0    | 5    | 1    |
| 巴塞罗那       | 合计     | 合计     | 3    | 1    | 2      | 0      | 0    | 0    | 0    | 0    | 5    | 1    |
| 生涯合计       | 生涯合计 | 生涯合计 | 21   | 3    | 2      | 0      | 0    | 0    | 3    | 0    | 26   | 3    |

1. ↑  在西乙B附加赛（英语：2020 Segunda División B play-offs）中的出场